# Corpii mamilari

Reprezentare tridimensională a poziționării corpilor mamilari, care sunt colorați în roșu.

Corpii mamilari (Corpus mammillare) sunt două proeminențe emisferice, mici cât un bob de mazăre, perechi, situate în spațiul interpeduncular, anterior și paramedian de substanța perforată posterioră, în regiunea hipotalamică posterioară, alcătuiți din două nuclee principale: lateral și medial și mici agregări asociate de substanță cenușie. Formează o porțiune a sistemului limbic. Corpii mamilari primesc fibre aferente hipocampale prin fornix, și trimit fibre eferente spre nucleele talamice anterioare și tegumentul trunchiului cerebral.